# Siège du château de Fukushima
Le siège du château de Fukushima de 1554 est mené par Takeda Shingen sur le château de Fukushima situé dans la vallée de la Kiso-gawa, province de Shinano au Japon. C'est une des nombreuses batailles de la campagne de Shingen pour prendre le contrôle de cette province.
Kiso Yoshiyasu, commandant du château assiégé, se rend lorsque sa garnison est à court de nourriture et d'eau, en raison de la tactique de Shingen d'affamer les garnisons lors des sièges.

## Source de la traduction
- (en) Cet article est partiellement ou en totalité issu de l’article de Wikipédia en anglais intitulé « Siege of Kiso Fukushima » (voir la liste des auteurs).